# Dona Inês
Dona Inês là một đô thị thuộc bang Paraíba, Brasil. Đô thị này có diện tích 132,445 km², dân số năm 2007 là 11400 người, mật độ 86,1 người/km².